# 爱的约定 (马来西亚电视剧)
《爱的约定》是2021年马来西亚时装奇幻爱情电视剧，八度空间原创强档作品。由盛天俊、陈俐杏、原腾、陈子颖领衔主演，并由庄可比、释福如、张咏华、许亮宇、苏凯漩联合主演。此剧为电视剧《守百年之约》延续的番外篇，亦是八度空间2021年贺岁剧之一。
本剧于2021年1月25日在八度空间首播，周一至四晚上9点播出，共10集，与Youtube同步播出。

## 播出时间

### 首播
| 频道     | 所在地   | 播放日期         | 首播時间                 |
| -------- | -------- | ---------------- | ------------------------ |
| 八度空间 | 马来西亚 | 2021年1月25日    | 星期一至四 21:00 - 22:00 |
| YouTube  | 全球     | 官方网络播放平台 | 全集                     |
| Tonton   | 马来西亚 | 2022年12月1日    | 更新一集，重温节目       |

### 重播
| 频道     | 所在地   | 播放日期     | 首播時间                 |
| -------- | -------- | ------------ | ------------------------ |
| 八度空间 | 马来西亚 | 2022年1月2日 | 星期六和日 09:30 - 10:30 |

## 故事概要
故事延续《守百年之约》彩蛋版结局，讲述张邵庭（陈子颖 饰演）虽然成功穿越回到现代，但却永远失去因为救她而过世的挚爱锺文安（盛天俊 饰演），深爱文安的邵庭很难放下，于是决定寄情予工作忙碌的生活来忘记他。两年后，一次偶然，邵庭在公寓里目睹一名修电工人——周择武（盛天俊 分饰）触电昏迷，邵庭在替择武急救时，发现长相与文安极其相似。
择武触电后大难不死，不料当晚却再度被雷劈中而意外获得超能力，能够看见身边人事物的磁场。得到超能力的择武开始尝试使用超能力去改变身边人的能量和命运。择武陆续帮助了送餐员远山（张咏华 饰演）、过气女明星的包租婆娥姐（释福如 饰演）、因失业而患上忧郁症的邻居Shawn（庄可比 饰演）和追求音乐梦想而导致生活一团糟的室友一颗尘（原腾 饰演），并一一替他们解开自己的心结。
另一边厢，自从邵庭替触电的择武进行急救后，她开始怀疑能够在择武梦游时，唤醒潜在择武身上的另一个灵魂。尽管择武的个性和文安十分不一样，邵庭却因为放不下文安，选择将择武认作文安，并执意相信择武身上有文安的记忆和灵魂。与择武从小在孤儿院长大的青梅竹马关子美（陈俐杏 饰演）见到邵庭对择武的纠缠，仰慕择武的她跟着陷入了这场感情纠缠。同时，邵庭更见到了和泰禾（原腾 分演）长相极其相似的一颗尘，而一颗尘不仅是择武的室友，更是子美的暗恋者。一颗尘的身份亦是成谜……四人顿时陷入了感情纠纷……
邵庭为了证明择武就是文安，于是寻求心理医生好友Ryan（许亮宇 饰演）的帮助，希望他可以借此唤醒择武潜意识里文安的记忆。择武看出了邵庭对文安的思念和愧疚，于是配合邵庭，协助她从文安逝世的伤痛里走出来。尔后，邵庭更与择武一同回到了当初穿越的古宅……择武究竟是不是文安的转世？四人复杂的感情发展最终又会情归何处？

## 角色介绍
| 演员   | 角色   | 介绍 |
| 盛天俊 | 周择武 | 神似锺文安。子美的青梅竹马，邵庭的追求对象。原本生活在幸福的家庭里，但7岁时与父母在郊外露营时被闪电劈中，父母因此离世。小择武虽然奇迹般地活下来，但却成了孤儿，被送进孤儿院。原本择武以为自己大难不死必有后福，没想到被雷劈中后，从此择武碰到任何与电有关的东西都会导致触电，严重时更会导致爆炸，因此择武从小吃了不少苦头。坚强的他并无放弃人生，反而因此成为了无论遇到什么挫折都仍旧可以笑迎的暖男。与文安长相几乎一模一样，在一次触电意外结识邵庭，被邵庭认作为文安的转世。尔后，在一次梦游中再度被闪电劈中，在邵庭急救后成功复活，也因此获得了可以看透人事物的磁场和能量的超能力。                            |
| 陈俐杏 | 关子美 | 绮玲的女儿，择武的青梅竹马。喜欢周择武,小时候就被母亲遗弃在孤儿院，虽然看似正面乐观，但因为被母亲遗弃，其实隐藏着一颗易碎的心。始终相信母亲遗弃自己是有不得已的苦衷，并相信终有一天母亲会回来寻找自己。从小和择武一同在孤儿院长大，是择武的“跟屁虫”，两人相依为命，长大后为了省钱而一起合租公寓。对金钱观念很强，有点小吝啬，每一分每一毫都斤斤计较。子美勤奋、好学、肯吃苦耐劳，做任何事都拼劲十足，希望有一天可以买下属于自己的房子，并与母亲团聚。 |
| 原腾   | 郭国基 | 神似李泰禾。择武和子美的神秘房客，是一位音乐才子。不以真名示人，仅用艺名“一颗尘”，是个热爱音乐的人。一颗尘为了追求音乐的梦想，在梦想的道路上义无反顾，却不懂得照顾自己，导致自己的生活一团糟。脾气古怪，容易紧张且抗压性低，因此时常以冷漠态度面对一切以掩饰自己内心深处的不安。虽然一颗尘在追求梦想的道路上充满热忱，但是却因自己怀才不遇而感到自卑。 |
| 陈子颖 | 张邵庭 | 丰华的女儿，玉翠的侄女，文安的恋人，Ryan的学妹，是一位年轻有为的医生。邵庭延续《守百年之约》的结局，历经了穿越和文安的相遇相恋再到失去挚爱，邵庭已经成熟了不少，却也因此心事重重。始终无法忘记文安离世的事实，因此患上了失眠症，从古宅回来后将近两年时间都没能放下文安，于是寻求身为心理医生的学长Ryan的帮助。邵庭为了放下文安，于是全心全意投入工作，希望能够忘记文安。因为一次触电意外而认识了择武，并在替择武急救时发现他和文安长得一模一样，让她怀疑择武可能是文安的转世。尤其择武在昏迷和梦游时更曾提及“蚂蚁”和类似文安的记忆，让邵庭更加确定可以在择武梦游时唤醒潜伏在择武身上另一个属于文安的灵魂和记忆。 |
| 庄可比 | Shawn  | 神似锺振国。June的丈夫，Bebe的父亲，择武和子美的邻居，是一名设计师。原本一家幸福地生活在新加坡，不料因为疫情的影响，Shawn因为不是永久公民而被解雇。因找不到工作和无法负担新加坡的高消费而举家搬回吉隆坡，却遭到了女儿Bebe的埋怨。为了不让妻子June担心，Shawn隐瞒了被解雇的事实，亦向June隐瞒了至今仍未寻获新工作的事实。Shawn为了扛起整个家，背负着许多压力，因此患上了忧郁症。 |
| 释福如 | 刘月娥 | 神似林凤娇。择武和子美的房东。曾经是家喻户晓的女演员，但是随着时代变化和年龄的增长而逐渐过气。对演戏的热忱从未减退，无法接受被市场淘汰的命运，却也因此压抑自己，所以喜欢以曾经扮演过角色造型示人。 |
| 张咏华 | 沈远山 | 沈叔的儿子，是一位更生人。远山性格天真，不谙世事，对任何人总是一副傻乎乎的样子。因为曾经入狱，身为更生人的他因此受到了不少歧视，也一直无法找到工作。远山看似乐观，但其实他只是把所有的悲伤都藏了起来，身上藏有非常多的负能量。 |
| 许亮宇 | Ryan   | 邵庭的学长，是一位心理医生。Ryan不仅仅是邵庭的学长，更是她的心理医生。在邵庭执意相信择武身上潜伏着文安的灵魂和记忆时帮助她以催眠尝试唤醒。而邵庭不知道的是，Ryan似乎还暗恋着自己…… |

## 演员阵容

### 主要演员
| 演员   | 角色              | 介绍 |
| 盛天俊 | 锺文安            | 张邵庭之表伯公兼男友 与周择武长相极其相似 于《守百年之约》结局为救张邵庭而溺毙 已逝世 于第1、 5、 7集在张邵庭的回忆中出现 于第8集出现在张邵庭的梦境 于第10集出现在张邵庭的催眠场景里，并与其告别 在附送的彩蛋，周择武喃喃自语称自己是文安，让他起身打开插座却不慎再次触电，触电之后让文安的灵魂出现 |
| 盛天俊 | 周择武            | 阿武 关子美之青梅竹马 修电工人 郭国基之室友 张邵庭之追求对象 患有梦游症 与锺文安长相极其相似 于第1集被闪电劈中而死，后被张邵庭急救而复活 于第2集意外获得可以看见人事物磁场的超能力 于第9集为帮助张邵庭而配合其打扮成锺文安的模样 在附送的彩蛋，周择武喃喃自语称自己是文安，让他起身打开插座却不慎再次触电，触电之后让文安的灵魂出现 |
| 陈俐杏 | 关子美            | 美美 关绮玲之女 周择武之青梅竹马 张邵庭之情敌 郭国基之屋友并与其不和，后被其暗恋 |
| 原腾   | 郭国基 （一颗尘） | 周择武之屋友 关子美之屋友并与其不和，后暗恋其 与李泰禾长相极其相似（仅于第10集张邵庭的记忆） 由于他自己的创作不想出外见人，觉得自己写的歌认为出外见人会让所有人不会喜欢，再加上他的启蒙老师已经转去别的学校当职导致让他没了音乐的热忱而累积了负能量，因此他写的很多乐谱不是拿去资源回收就是堆成一堆，放进箱子乱放惹怒关子美 最后从第2集被关子美和周择武开解，让他有了对音乐的热忱 从第1集到第2集都是戴着口罩面相，直到负能量散去以后才脱下口罩在镜头露面 |
| 陈子颖 | 张邵庭            | Wallis、我累死（沈远山在第5集读错的名称） 医生 张启东之孙女 张丰华、邱丽娟之女 张玉翠之侄女 锺文安之表侄孙女兼女友 关子美之情敌 Ryan之学妹兼心理医生 因周择武长相与文安极其相似而误认其为文安 |

### 特别演出
| 演员   | 角色           | 介绍 |
| 许亮宇 | Ryan           | 心理医生 张邵庭之学长兼心理医生 刘月娥之心理医生 |
| 庄可比 | Shawn          | 姓雷 June之丈夫 Bebe之父 周择武之邻居 因疫情影响和他不是新加坡永久居民的关系，被公司开除，对June和Bebe找个借口，让他们在从新加坡返马，最后患上情绪病而累积了负能量 于第4集在天台醉酒而被误以为是跳楼，后被周择武救回 于第5集和June、Bebe坦白面对问题并一起承担整个家 于第6集正式成为电召车司机 |
| 释福如 | 刘月娥（娥姐） | 包租婆、过气女明星 周择武、关子美、郭国基之房东 因没人了解马来西亚本地连续剧和演员们的心酸和支持，因此时常喝酒麻痹自己，累积了负能量，后于第8集被周择武、关子美、郭国基帮助，让喜爱马来西亚连续剧的粉丝们过来让娥姐高兴                                                                        |
| 张咏华 | 沈远山         | 送餐员 因一次事件让远山打架，让远山入狱的期间，害到父亲逝世和他的罗里被银行拖走。出狱的时候非常想念他的罗里以外也内疚自己害到父亲去世的，并且也被人家指指点点，让他外表看起来很乐观，可是心里藏着更多的内疚而累积负能量                                                                        |
| 蔡子   | 武父           | 周先生 周择武之父 |

### 其他演员
| 演员   | 角色   | 介绍                                                     |
| 苏凯漩 | June   | Shawn之妻子 Bebe之母                                     |
| 陈诗珑 | Bebe   | Shawn、June之女儿                                        |
| 郑以青 | 武母   | 周太太 周择武之母                                        |
| 郑雨萍 | 关绮玲 | 关子美之母                                               |
| 王衍仁 | 监制   |                                                          |
| 吴友凭 | 梁叔   | June之父 Shawn之岳父并看不起其 Bebe之外公                |
| 钟丽珍 | 梁婶   | June之母 Shawn之岳母并看不起其 Bebe之外婆                |
| 朱健美 | Esther | 关子美之好友兼同事                                       |
| 张馨予 | Winnie | 护士 张邵庭之同事                                        |
| 羏馨   | 陈秀美 | 老师 郭国基之启蒙老师 发掘郭国基对音乐的天赋并教导他弹琴 |

## 与前作不同之处
《爱的约定》并不完全延续《守百年之约》的彩蛋版结局，原先的彩蛋版结局讲述着一年后，邵庭在赶往回家吃饭的途中，碰巧遇上公寓停电，并再度意外触电，还不慎导致一名长相与文安极其相似的修电工人被电晕。而在番外篇《爱的约定》里，时间线是邵庭穿越回到现代的两年后，一样是在赶往回家吃饭，不同的是，盛天俊饰演的新角色“周择武”并不是因为邵庭而触电晕倒，而是因为本身招电和闪电的缘故而被电晕，择武台词亦不同，尔后邵庭替择武进行急救，当时两人所在的公寓、场景、服装、发型皆与《守百年之约》的彩蛋版结局不同。

## 结局彩蛋
八度空间于2021年2月9日播出的结局里，男主角盛天俊饰演的周择武最终并无证实与前作角色“锺文安”有任何关联，而最终择武的选择亦并非观众所期待的百年CP，而是《爱的约定》的官配——关子美。邵庭在被催眠的场景里和文安告别，也学会了放下文安的一切，并坚守着答应文安要好好活着的约定。同日，八度空间于Primori8面子书发布《爱的约定》的结局彩蛋，彩蛋共长2分钟，讲述着周择武在某天夜里梦见闪电雷响而惊醒，惊醒后喃喃自语称自己是锺文安。择武起身打开插座却不慎再次触电，触电后竟发现文安的魂魄出现在眼前，随后文安告知择武，自己是择武灵魂的一部分，只要择武触电，就可以召唤出文安的魂魄。彩蛋结尾以择武发现自己可以看见文安的鬼魂而大声尖叫结束。
短短2分钟的结局彩蛋藏有反转，证实了邵庭的猜测没错，文安和择武之间藏有联系，文安的灵魂的确潜伏在择武身上并占据部分灵魂，为《守百年之约》系列再次留下伏笔。而于结局邵庭和文安离别场面里，文安承诺邵庭，终有一日会与邵庭再次重逢，亦让剧迷们重燃希望，纷纷踊跃要求开拍续集。至于会否开拍续集，八度空间和狂人影像皆尚未回应。

## 電視劇歌曲
| 曲序 | 曲目                                               |        | 作曲           | 编曲           | 製作人                         | 演唱           | 备注 | 时长 |
| ---- | -------------------------------------------------- | ------ | -------------- | -------------- | ------------------------------ | -------------- | --- | ---- |
| 1.   | 《Fly To The Sky》（主题曲 - Ultimate Speed Ver.） | 庄蔚义 | 庄蔚义、雷振光 |                |                                | 盛天俊、许亮宇 | 收录在八度空间《牛来运转满利满力 Home》贺岁专辑（歌曲完整版只收录在CD和USB里面的MP3文档，并且也在Youtube Music等数位软件上架其完整版。） | 2:53 |
| 2.   | 《Fly To The Sky》（主题曲 - From My Heart Ver.）  | 庄蔚义 | 庄蔚义、雷振光 |                |                                | 盛天俊、许亮宇 | | 3:38 |
| 3.   | 《看不见的天堂》（片尾曲）                         | 陈钰莹 | 庄蔚义、雷振光 | 楊恭偉、張裕偉 | 庄蔚义、雷振光、洪慧珊、莫榮烽 | 雷振光、盛天俊 | | 4:50 |

## 制作
- 此剧为狂人影像制作的电视剧。
- 此剧于2020年11月9日开拍，同年12月25日杀青。
- 此剧为《守百年之约》的番外篇。
- 此番外篇的故事背景为现代，除了前作女主角陈子颖饰演的“张邵庭”，其他原班人马如原腾、庄可比、释福如、王衍仁将出演新角色。男主角盛天俊将分饰前作角色“锺文安”与新角色“周择武”。

## 轶事
- 此剧为盛天俊与陈俐杏继《开餐吧！吃货小妹》及《花式告白食分》后第三度饰演情侣。[8]
- 此剧为盛天俊和陈子颖继《逆光成长》、《春天花啦啦》、《春天花啦啦！一屋满堂》、《春天花啦花啦啦！》、《春天花花花啦啦！》、《我的非一般岳母》及《守百年之约》后再度合作。
- 此剧为盛天俊、陈子颖、原腾和庄可比继《守百年之约》及《春天花花花啦啦！》后再度合作。
- 此剧为盛天俊、陈子颖官宣分手后合作的首部剧。

## 注明
1. ↑  . 中國報.   [2021-01-28]. （原始内容存档于2021-02-07）.
2. ↑  . 东方日报. 2020-11-11.
3. ↑  . 中國報.   [2021-01-28]. （原始内容存档于2021-02-06）.
4. ↑  . Youtube. （原始内容存档于2021-02-02）.
5. ↑  .   [2024-03-16]. （原始内容存档于2024-01-07）.
6. ↑  . Facebook.
7. ↑  . feminine.com.my (风采FEMININE). 2020-12-28  [2021-03-02]. 原始内容存档于2022-03-30 （中文（马来西亚））.
8. ↑  . 谈谈网. 2020-11-10  [2020-11-10]. （原始内容存档于2020-11-10）.

## 电视节目的变迁
- 关于马来西亚华语电视剧和电视电影列表，参见首要媒体剧集列表。

| 马来西亚 八度空间 原创强档 星期一至四 21:00 - 22:00 | 马来西亚 八度空间 原创强档 星期一至四 21:00 - 22:00                                                                                       | 马来西亚 八度空间 原创强档 星期一至四 21:00 - 22:00 |
| --------------------------------------------------- | --- | --------------------------------------------------- |
|                                                     | 爱的约定 （2021年1月25日 - 2021年2月9日）                                                                                                 |                                                     |
| 传闻中的陈芊芊 (2020年12月14日-2021年1月21日)       | 妖猫传 （2021年2月10日） （21:00 - 23:00） 电影铁道飞虎 （2021年2月11日） （21:00 - 23:00） 电影哪吒降妖记 （2021年2月15日—2021年5月4日） |                                                     |